# Vasile-Adrian Niță
Vasile-Adrian Niță (n. 5 decembrie 1980) este un politician român, membru al Partidului Social Democrat (PSD), prefect al Județului Neamț (2022 - 2024).
În urma alegerilor locale de la 9 iunie 2024, a fost ales primar al municipiului Piatra Neamț.